# Павловка (Михайловский район, Приморский край)
В Приморье в Чугуевском районе тоже есть село Павловка
Па́вловка — село в Михайловском районе Приморского края, входит в состав Новошахтинского сельского поселения.

## География
Село Павловка Михайловского района стоит на правом берегу реки Абрамовка.
Дорога к селу Павловка отходит на восток от автотрассы Михайловка — Хороль в селе Абрамовка.
Расстояние до районного центра Михайловка около 24 км, до села Абрамовка около 6 км.

## История
По переписи 1926 года село состояло из 151 хозяйства, численность населения — 921 чел., преобладающая национальность — украинцы (в 139 хозяйствах). Находилось в составе Михайловского района Владивостокского округа Дальневосточного края.

## Население
| 2002 | 2010 | 2011 | 2012 | 2013 | 2014 | 2015 |
| ---- | ---- | ---- | ---- | ---- | ---- | ---- |
| 492  | ↘456 | ↘455 | ↘438 | ↗443 | ↘432 | ↘418 |
| 2016 | 2017 | 2018 | 2019 | 2020 | 2021 |      |
| ↘404 | ↘396 | ↘384 | ↘367 | ↘364 | ↘358 |      |

## Улицы
| - ул. Заречная, - ул. Зелёная, - ул. Комсомольская, | - ул. Новая, - ул. Комсомольская, - ул. Садовая. |

## Экономика
Сельскохозяйственные предприятия Михайловского района.